# Kirschwasser

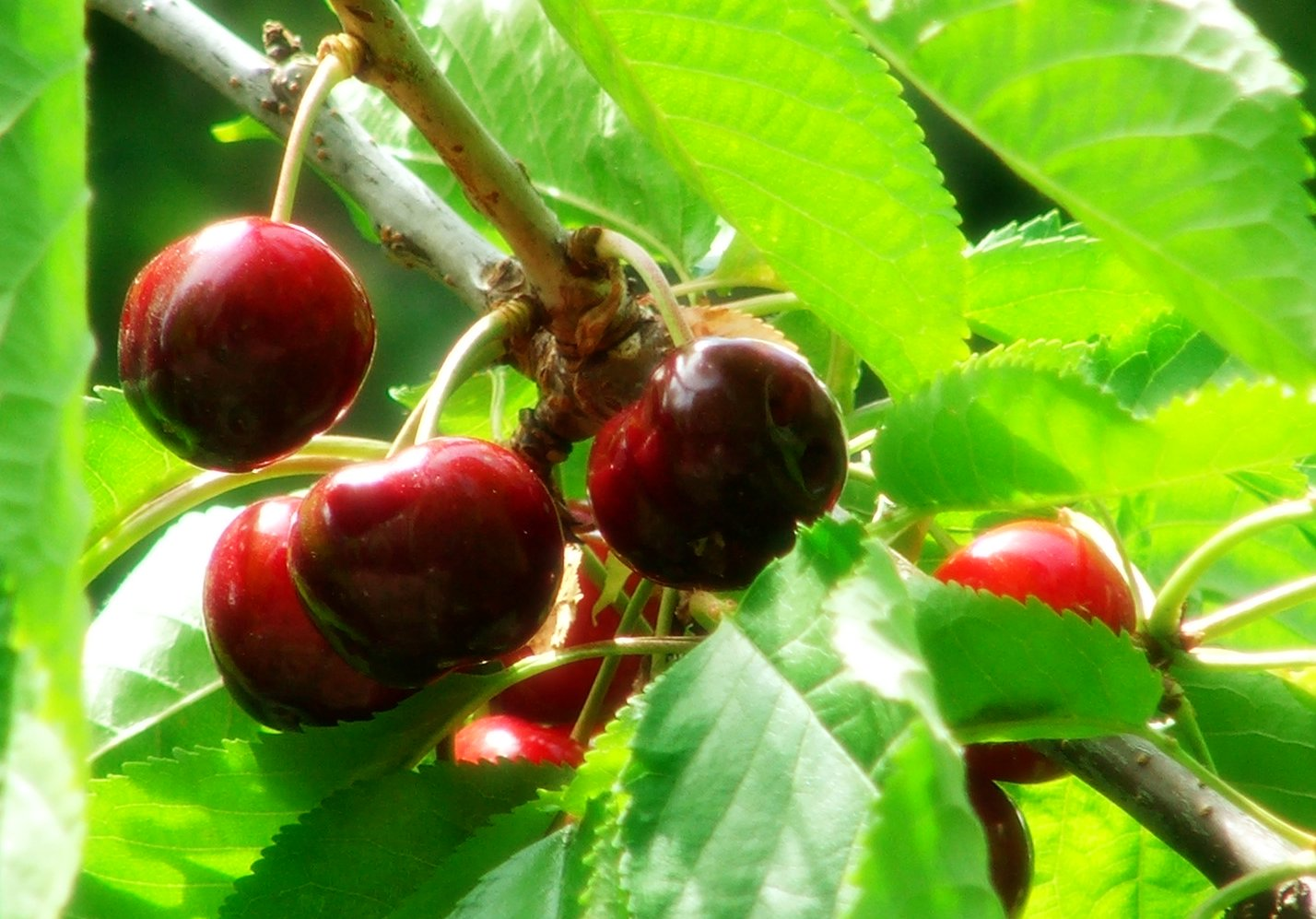
Kirschen

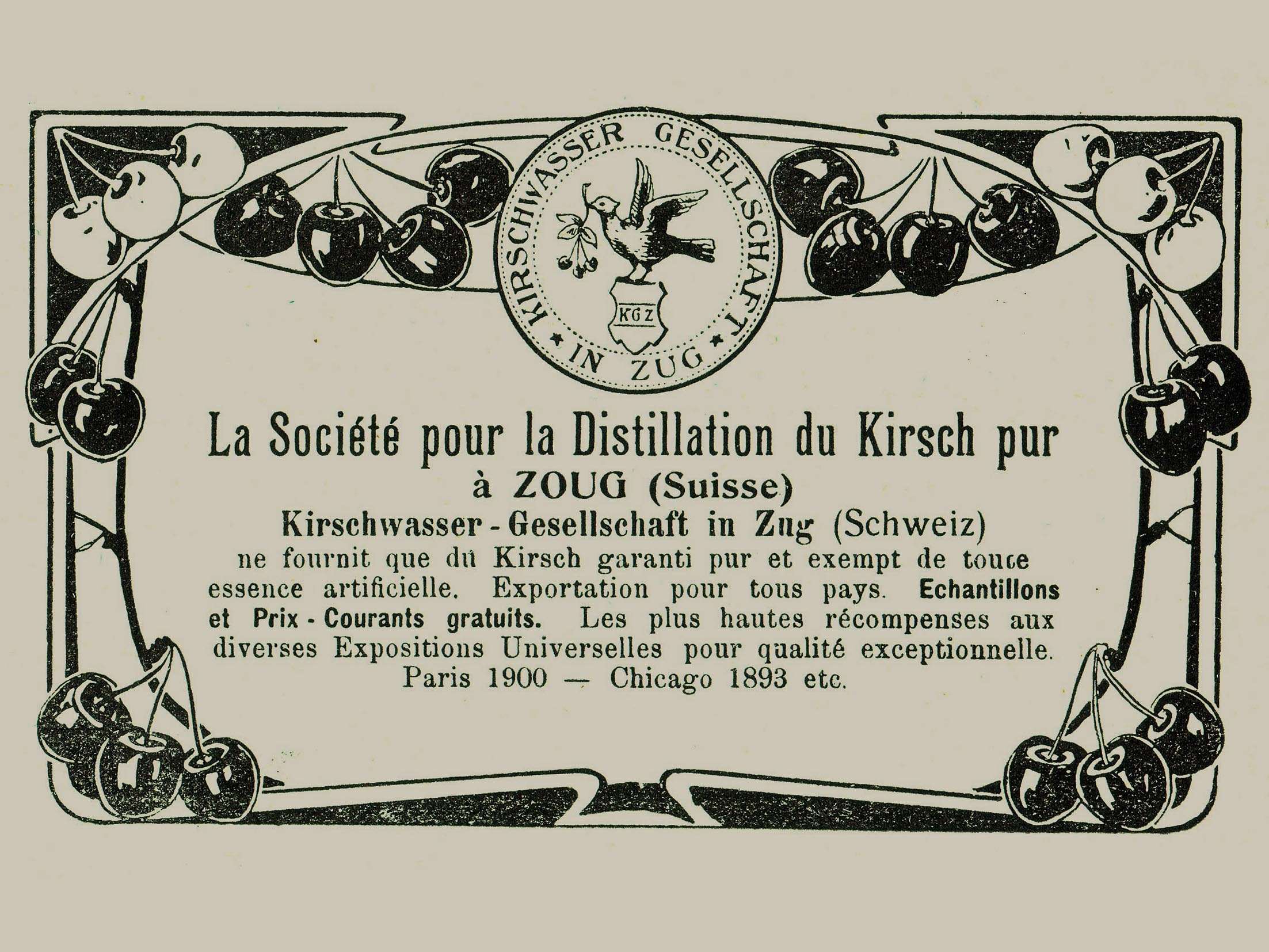
Inserat von 1870

Kirschwasser (in der Schweiz, in Frankreich und im englischen Sprachraum Kirsch) ist ein Obstbrand, der ausschließlich aus der vergorenen Frucht der Vogelkirsche hergestellt wird. Die verwendeten Süßkirschsorten sind etwas kleinfruchtiger als die für den Frischverzehr angebotenen Arten und damit (bezogen auf die Frischmasse) zuckerhaltiger und aromatischer. Auch Sauerkirschen sind die Grundlage einiger Spezialitätensorten. Kirschwasser wird meist pur getrunken. Die ideale Trinktemperatur beträgt 14 bis 16 °C. Ferner findet das Kirschwasser als Aromastoff Verwendung, beispielsweise in Käsefondue, in der Schwarzwälder und in der Zuger Kirschtorte.

## Geschichte
Der eigentliche Ursprung des Brennens (oder auch Destillierens) und somit auch der genaue Zeitpunkt der ersten Kirschwasserherstellung sind bis heute nicht bekannt. Die Entstehungsgeschichte des Branntweins kann heute, wenigstens für die europäischen Kulturländer, trotzdem als einigermaßen geklärt angesehen werden. Dank zahlreicher Arbeiten verschiedener Forscher des vergangenen Jahrhunderts steht fest, dass im Altertum zwar im Wein ein brennbarer Stoff erkannt wurde, man aber nicht verstand, diesen durch Erhitzen von den wässrigen Bestandteilen abzuscheiden und zu konzentrieren.
Das Destillieren muss bereits im neunten Jahrhundert vor Christus im Fernen Osten praktiziert worden sein. Diese Kunst war zunächst den arabischen Kräuterhändlern vorbehalten, die damit Duftwässer, wie beispielsweise Rosenwasser, und Arzneien herstellten. Als die Destillierkunst nach Europa gelangte, entstanden die ersten trinkbaren Destillate. Entscheidende Fortschritte machte die Kunst des Destillierens im Mittelalter durch die Alchimisten. Die damals entdeckten Techniken werden auch heute noch angewendet; das Grundprinzip ist gleich geblieben. Unter Destillieren versteht man im Allgemeinen den Vorgang, bei welchem Dämpfe eines zum Sieden erhitzten Stoffes durch einen Kühler geleitet und dort wieder verflüssigt werden. Das Wort Destillieren bringt sich in Verbindung mit dem Begriff «stilla», das Tropfen bedeutet. Das Wort «Schnaps» bezeichnet seit dem 18. Jahrhundert den Branntwein. Ursprünglich aber bedeutete es «einen Mund voll» oder einen schnellen Schluck, wie er gerade beim Branntwein-Trinken üblich ist. In der Regel wurde als Grundprodukt Wein verwendet.
Eine entscheidende Wende trat mit der Erkenntnis ein, dass der Wein durch vergorenen Trester (ausgepresste Trauben) ersetzt werden konnte. Damit war der Weg frei für das Experimentieren mit allen möglichen Früchten. Trotzdem wurden lange Zeit weiterhin vor allem Trauben und Getreide verwendet. Der Grund lag vermutlich darin, dass dies in erster Linie Produkte waren, die in größeren Mengen zur Verfügung standen. Früchte hingegen waren eher knapp, gaben viel Arbeit und wenig Ausbeute. Erst mit der Technisierung im 19. Jahrhundert wurden vermehrt Früchte verwendet. Man muss davon ausgehen, dass auch zu jener Zeit vermehrt Kirschbrände destilliert wurden.

## Rohstoffe und Brennereitechnologie
Als besonders geeignet sind aufgrund ihres hohen Zuckergehalts die Brennkirschen. Brennkirschen gibt es in fast allen Variationen: kleine, große, süße, saure, leicht bittere, kurz- und langstielige, schwarze, braune, rote, weißliche und gar gelbe. «Wässer» nennt man die Destillate, weil sie in Steingut oder Glasbehältern reifen und somit farblos bleiben. Am besten zum Brennen eignen sich die süßen, auf hochstämmigen Bäumen wachsenden Kirschen. Ohne Stiel und auch heute noch oft von Hand gepflückt werden die Kirschen noch am gleichen Tag der jeweiligen Brennerei angeliefert.

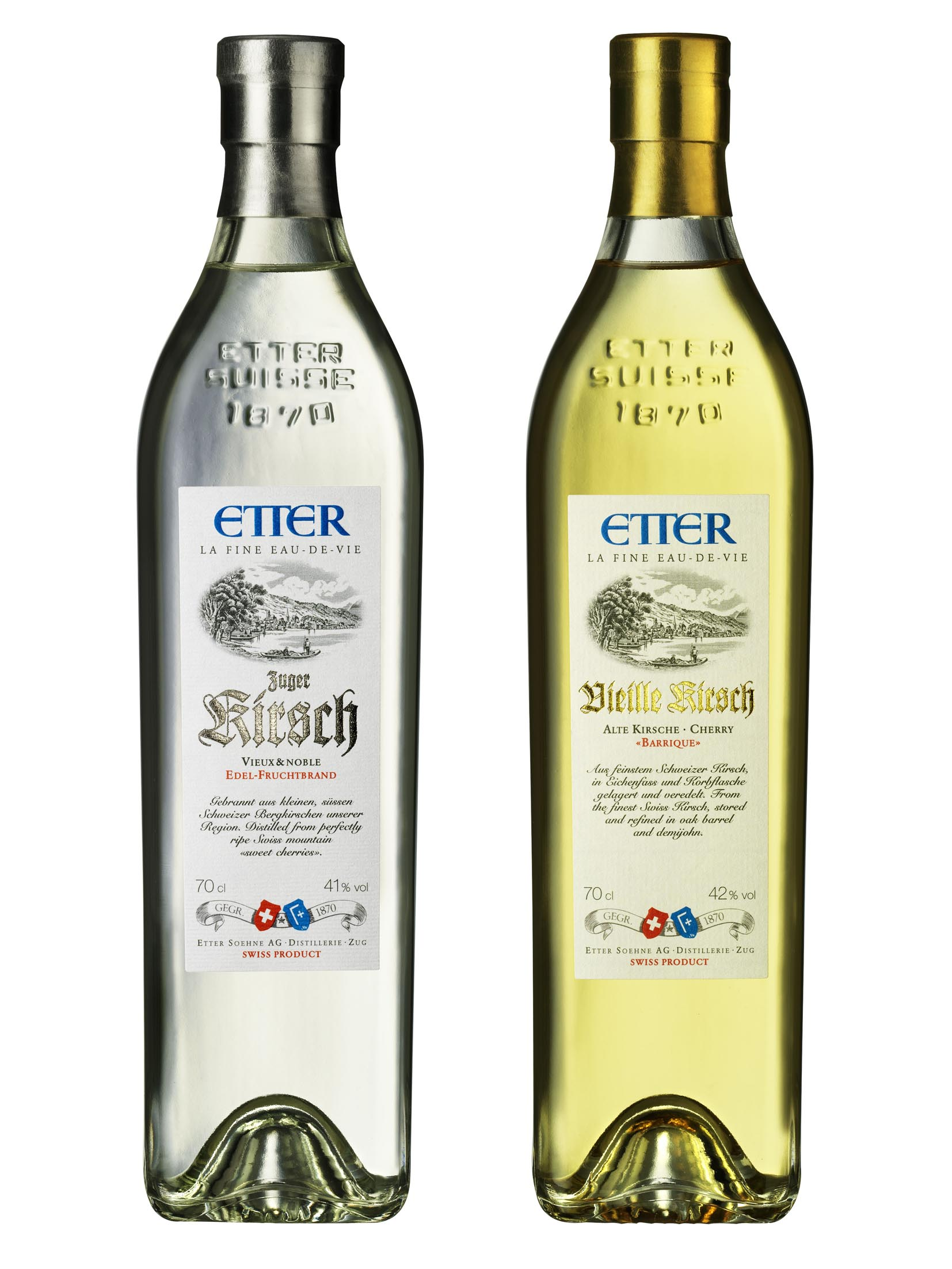
Zuger Kirsch und Vieille Kirsch der Etter Söhne Distillerie AG, 2013

Dort werden sie mit Hilfe von speziellen Einrichtungen eingemaischt, wobei die zugesetzte Reinhefe bei kontrollierter Gärtemperatur und Gärführung für die Umwandlung des Zuckers in Alkohol und Kohlensäure sorgt (Gärung). Nach beendeter Gärung wird die Maische noch einige Wochen zur Bildung der kirschtypischen Aromastoffe gelagert. Die vergorene und gelagerte Maische enthält zwischen sechs und acht Volumenprozent Alkohol. In der Praxis werden verschiedene Bauarten von Brennhäfen angetroffen. Die Maische wird in die Brennblase gefüllt und zum Sieden erhitzt. Die heißen Dämpfe werden durch den Helm und das Geistrohr in die Verstärkerkolonne mit Glockenböden geleitet. Hier erfolgt die erste Abtrennung der hochsiedenden Inhaltsstoffe von niedriger siedendem Alkohol und von Aromastoffen. Im Dephlegmator wird das Gemisch teilweise durch Kondensation weiter gereinigt und verfeinert. Die Schwierigkeit dabei besteht in der sauberen Abtrennung der minderwertigen Vor- und Nachläufe vom Hauptlauf, also vom Herzstück des Destillates. Das Kondensat aus dem Dephlegmator läuft zurück von Glockenboden zu Glockenboden und schließlich wieder in die Brennblase. Die durch den Dephlegmator geschlüpften Dämpfe gehen durch das Geistrohr in den Röhrenkühler, wo sie vollständig kondensiert, also verflüssigt werden. Das flüssige Destillat enthält nun zwischen 60 und 80 Volumenprozent Alkohol.
Für die Herstellung von hochwertigem Kirschwasser wird der erste Teil des Destillates, etwa zehn Prozent, als Vorlauf verworfen und als technischer Alkohol verwendet. Er schmeckt brennend, da in ihm vermehrt Methanol und Acetaldehyd vorhanden sind. Mit enthärtetem Wasser wird das Destillat schließlich auf den trinkfertigen Kirsch, der zwischen 37,5 und 43 Volumenprozent Alkohol (oder noch höher) enthält, rückverdünnt.
Die Art der Brennkirschen sowie der Standort und die unterschiedlichen Böden sind maßgebend für die Qualität der Brennkirschen. Es werden nur voll ausgereifte, saubere Kirschen verwendet, die frei von Stielen, Blättern und Zweigteilen sind. Teilweise aufgesprungene oder anderweitig beschädigte Kirschen sind zugelassen, sofern sie weder in Gärung noch angefault sind. Seit 1997 wurde versuchsweise eine Qualitätsbezeichnung eingeführt. Dabei wird der Brix-Gehalt gemessen, ein Maß für die Alkoholausbeute. Der Brix-Gehalt ist eine in der Zuckertechnologie gebräuchliche Maßeinheit für den Saccharose-(Zucker-)gehalt anhand des spezifischen Gewichts. Im Gegensatz zum Wein wird der Kirsch traditionell nicht in Fässern, sondern in Korbflaschen, Glas oder Steingutbehältern oder Tanks gelagert, wo er langsam reift. Temperaturschwankungen sind erwünscht und tragen zur Qualität bei. Seit wenigen Jahren sind auch holzfassgereifte Kischbrände anzutreffen. Ebenso werden Kirschbrände in Bourbon- und Rumfässer ausgereift. Ob sich diese Produkte auf dem Markt durchsetzen werden, steht noch nicht fest.

### Schweizer Brennkirschen

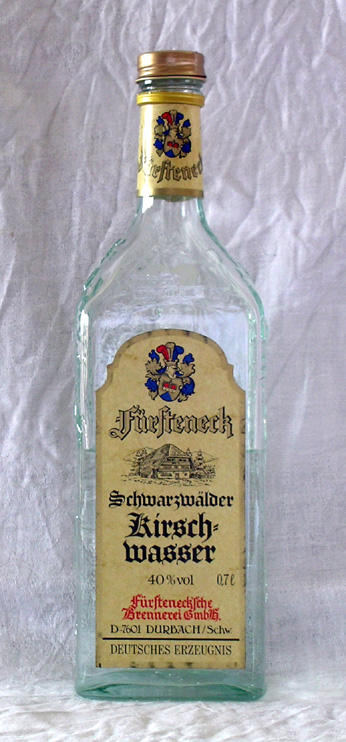
Flasche Schwarzwälder Kirschwasser

Der Großteil der Schweizer Brennkirschen stammt noch von Hochstammbäumen. Ihr Anteil ist jedoch rückläufig; zunehmend werden sie in niederstämmigen Kirschbaumkulturen angebaut. 1971 wurden noch 1'133'855 Hochstammbäume gezählt, 1991 nur noch 802'205. Zum Schutz der Landschaft und zur Erhaltung bestimmter Vogelarten und notwendiger Insekten soll jedoch der hochstämmige Kirschenanbau weiterhin gepflegt werden. Zu den bedeutendsten Produktionsgebieten gehören die Nordwest- und die Innerschweiz (Zug, Schwyz, Luzern, Rigi), aber auch die Kantone Bern, Aargau, Zürich und Thurgau. Zu den bedeutendsten Kirschwassern der Schweiz gehören der Zuger Kirsch und der Rigi Kirsch. Kirschen, auch Brennkirschen, unterliegen starken Witterungseinflüssen. Die verarbeitete Brennkirschenmenge liegt zwischen rund 4'000 Tonnen (1997) und 20'000 Tonnen (1992). Der Schweizer Jahreskirschverbrauch lag 2005 noch bei 150'000 Liter 100 % Vol., was nur noch 2500 Tonnen Schweizer Brennkirschen entspricht.

### Deutsche Brennkirschen
In Deutschland ist das Schwarzwälder Kirschwasser aus den Randzonen des badischen Schwarzwaldes besonders bekannt, wo seit langer Zeit spezielle hochstämmige Süßkirschsorten wie z. B. die Schwarzkirsche angebaut werden, welche meist in der Region vor langer Zeit selektiert wurden. Der Anbau und die Verwertung von Brennkirschen und die Verwertung ist für viele bäuerliche Betriebe eine wichtige Erwerbsquelle. Allerdings nimmt die Bedeutung auch hier ab, da der Absatz an Kirschwasser rückläufig ist. Der Bestand von in Streuobstwiesen angebauten Kirschbäumen wird weniger gepflegt und verringert sich daher zusehends. Auch in anderen Regionen wie beispielsweise Franken, Rheingau und Rheinhessen wird Kirschwasser produziert. In Sachsen werden sämtliche Früchte der alten Regionalsorte Franzens Wilde zu Kirschwasser verarbeitet.

### Österreichische Brennkirschen
In Österreich ist insbesondere Vorarlberg bekannt für Obstbrände und Kirschwasser, das vor allem in der Gemeinde Fraxern gebrannt wird.